# Хаген, Теодор
Теодор Хаген (нем. Theodor Hagen; 15 апреля 1823, Гамбург — 21 декабря 1871, Нью-Йорк) — немецкий музыкальный критик, публицист, композитор, писатель
.
Сын торговца, в 1838—1840 гг. изучал торговое дело в Гамбурге. Затем решил посвятить себя музыке и в 1841 году обосновался в Париже. Познакомился с Генрихом Гейне, Рихардом Вагнером, вёл продолжительную переписку с Людмилой Ассинг, публиковал репортажи о парижской музыкальной жизни в «Новой музыкальной газете», сотрудничал с другими немецкими газетами. С 1846 г. постоянный автор газеты «Сигналы для музыкального мира». Вернувшись в Гамбург, работал секретарём в Городском театре.
С началом революционных событий 1848 года примкнул к освободительному движению, в декабре 1848 года был избран в гамбургское Учредительное собрание. В 1849 году познакомился с приехавшим в Гамбург Карлом Марксом, от его имени вёл переговоры с издателем Юлиусом Шубертом о выпуске «Новой Рейнской газеты», а после успеха переговоров исполнял в новом издании обязанности корректора.
В 1850 году эмигрировал в Лондон, затем в 1854 г. перебрался в США. Присылал в Европу корреспонденции о новостях нью-йоркской музыкальной жизни, сотрудничал также и в американской музыкальной прессе, редактировал «The New York Musical Review and Gazette», а с 1862 г. был и её владельцем. В соавторстве с Г. А. Волленгауптом опубликовал учебное пособие «Новый метод игры на фортепиано» (англ. New Method for the Pianoforte and methodical guide for the Pianoforte teacher; 1861). Автор многочисленных вокальных и фортепианных сочинений.
Наиболее важная часть критического наследия Хагена — книга «Цивилизация и музыка» (полное название «Цивилизация в её отношении к искусству, с особым вниманием к музыке», нем. Die Civilisation in Beziehung zur Kunst, mit specieller Berücksichtigung der Musik; Лейпциг, 1846), размышляющая о возможностях переустройства общества благодаря музыке. Отдельным изданием вышли также «Музыкальные новеллы» (нем. Musikalische Novellen; Лейпциг, 1848).